# Ygos-Saint-Saturnin
Ygos-Saint-Saturnin (gaskognisch: Igòs e Sent Saturnin) ist eine französische Gemeinde mit 1.344 Einwohnern (Stand: 1. Januar 2022) im Département Landes in der Region Nouvelle-Aquitaine (bis 2015: Aquitanien). Sie gehört zum Arrondissement Mont-de-Marsan und zum Kanton Pays Morcenais Tarusate.

## Geographie
Die Gemeinde Ygos-Saint-Saturnin liegt etwa 21 Kilometer westnordwestlich von Mont-de-Marsan in den Landes de Gascogne, dem größten Waldgebiet Westeuropas. Umgeben wird Ygos-Saint-Saturnin von den Nachbargemeinden Luglon im Norden, Garein im Nordosten, Geloux im Osten, Saint-Martin-d’Oney im Südosten, Ousse-Suzan im Süden, Villenave im Südwesten sowie Arengosse im Westen.

## Geschichte
1822 wurden die Gemeinden Ygos und Saint-Saturnin vereinigt.

## Bevölkerungsentwicklung
| Jahr                       | 1962 | 1968 | 1975 | 1982 | 1990 | 1999 | 2010 | 2021 |
| Einwohner                  | 1474 | 1412 | 1420 | 1282 | 1207 | 1131 | 1219 | 1344 |
| Quellen: Cassini und INSEE |      |      |      |      |      |      |      |      |

## Verkehr
Ygos hat einen Bahnhalt an der Bahnstrecke Morcenx–Bagnères-de-Bigorre und wird im Regionalverkehr zwischen Bordeaux-Saint-Jean und Mont-de-Marsan mit Zügen des TER Nouvelle-Aquitaine bedient.

## Sehenswürdigkeiten
- Kirche Saint-Pierre
- Kapelle Notre-Dame-d’Arosse
- Reste einer englischen Burg